# Васильев, Павел Николаевич
Па́вел Никола́евич Васи́льев (23 декабря 1909  [5 января 1910], 23 декабря 1909 или 12 декабря 1910, Зайсан — 16 июля 1937, Лефортовская тюрьма) — русский советский поэт, журналист, специальный корреспондент. Родоначальник (по определению С. Клычкова) «героического периода» в русской литературе — «эпохи побеждающего в человеческой душе коммунизма».
Расстрелян в 1937 году. Реабилитирован посмертно 20 июня 1956 года Военной коллегией Верховного суда СССР «за отсутствием состава преступления»[неавторитетный источник].

## Биография

### Детство и юность
Родился 5 января 1910 года в Зайсане (ныне Республика Казахстан). Отец — Николай Корнилович Васильев (1886—1942), учитель математики и методики арифметики, выпускник Семипалатинской учительской семинарии, выпускник Томского учительского института, был директором школ в станице Сандыктавской, в Атбасаре, в Петропавловске, в Омске и Зайсане. После  Октябрьской революции он печатался в «Учительской газете» (не ранее 1924 года), учил методике преподавания студентов Омского государственного пединститута. Мать — Глафира Матвеевна, урожд. Ржанникова (1888—1943) окончила женскую прогимназию в Павлодаре. Дед (по отцу) — Корнилий Ильич Васильев, скотник, пильщик. Бабушка (по отцу) — Мария Фёдоровна, прачка. Дед (по матери) — Ржанников Матвей Васильевич, крестьянин Красноуфимского уезда Пермской губернии, мелкий торговец, лавка которого сгорела 24 мая 1901 года во время большого пожара в Павлодаре, в 1936 году — член приходского совета Павлодарской Воскресенской общины. Бабушка (по матери) — Варвара Фёдоровна.
8 сентября 1906 года в Павлодаре в Флоро-Лаврской церкви венчались супруги Васильевы, в том же году они переехали в Зайсан, где Николай стал учителем математики в церковно-приходской школе. Два первых ребёнка, Владимир и Нина, умерли в младенчестве.
В 1911 году переехали в Павлодар, где Николай Корнилович преподавал математику.
В 1913 году переехали в станицу Сандыктавскую, где преподавал Н. К. Васильев.
В 1914 году переехали в Атбасар, где Н. К. Васильев был директором высшего начального училища.
В 1916 году в семье Васильевых родился второй сын — Борис (1916—1940) — умер от туберкулёза. Переехали в Петропавловск, где Н. К. Васильев тоже был директором высшего начального училища.
В 1917 году Павел в Петропавловске начинает учебу в высшем начальном училище.
25 июня 1919 года в семье Васильевых родился третий сын — Виктор (1919—2006) — член  Союза писателей России, умер в Омске.
В августе 1919 года семья переезжает в Омск, где Н. К. Васильев оказался, будучи мобилизован в армию Колчака.
По воспоминаниям одноклассницы Павла — Евгении Стэнман: «Записывать и писать сказки Павел начал ещё с 3 класса, объединяя их общим названием „Сказки чернильного деда забавные…“». Увлечение поэзией проявилось у него под влиянием сказок и песен деда Корнилы Ильича.
Осенью 1920 года Васильевы приехали в Павлодар, жили у родителей Глафиры Матвеевны. Павел учился в семилетней школе, находящейся в Затоне, в ведении Управления водного транспорта, директором которой был его отец, затем — в школе 2-й ступени.
В 1921 году Павел вместе с отцом совершает поездку в с. Большенарымское, 24 июня на Балгынском ущелье написал первое стихотворение — «Алтай».
5 марта 1922 года в семье Васильевых родился четвертый сын — Лев (1922—1940). По другим данным, погиб на фронте, в 1942 году.
Летом 1923 года отправился в организованное для учащихся плавание на пароходе вверх по Иртышу до озера Зайсан.
В 1924 году Павел окончил семилетнюю школу и продолжил обучение в Павлодарской школе 2-й ступени (девятилетке).
В 1925 году по просьбе учителя литературы написал стихотворение к годовщине смерти В. И. Ленина.

### Жизнь после школы, публикации, работа, учёба
В мае 1926 года окончил школу второй ступени. В июне, после серьёзной ссоры с отцом, уехал в Омск, а затем во Владивосток, пять месяцев проучился в Дальневосточном университете, где прошло его первое публичное выступление. Участвовал в работе литературно-художественного общества, поэтической секцией которого руководил Рюрик Ивнев.
С сентября по ноябрь 1926 года — грузчик в порту Владивостока, матрос на промысловом судне.
Во Владивостоке поступил в университет на японское отделение факультета восточных языков.[уточнить]
6 ноября 1926 года в газете «Красный молодняк» было напечатано стихотворение «Октябрь» (первая из известных ныне публикаций поэта).
Поэт Рюрик Ивнев и журналист Лев Повицкий организовали первое публичное выступление Васильева.
18 декабря 1926 года с рекомендательным письмом Ивнева и Повицкого, отправился в Москву, по пути останавливался в Хабаровске, Новосибирске, где познакомился с Николаем Ановым, Леонидом Мартыновым, Сергеем Марковым и Евгением Забелиным и Омске, где участвовал в литературных собраниях, работал инструктором физкультуры в детском доме. В марте и в июне 1927 года в журнале «Сибирские огни» опубликовано стихотворение «Рыбаки».
В феврале 1927 года переехал в Новосибирск. 20 февраля в Новосибирске в газете «Советская Сибирь» опубликовано стихотворение «Бухта» (в стихотворении описана владивостокская бухта «Золотой Рог»).
10 марта 1927 года в Новосибирске в газете «Молодая деревня» опубликовано стихотворение «Алой искрой брызгал закат…».
В апреле 1927 года в журнале «Сибирские огни» (№ 4) были опубликованы стихотворения «Письмо» и «Всё так же мирен листьев тихий шум…».
22 мая 1927 года в Новосибирске в газете «Советская Сибирь» опубликовано стихотворение «Там, где течёт Иртыш».
29 мая 1927 года в Омске в газете «Рабочий путь» опубликовано стихотворение «Незаметным подкрался вечер».
В июле 1927 года приехал в Москву, 5 августа по направлению Всероссийского Союза писателей поступил на литературное отделение Рабфака искусств им. А. В. Луначарского. Жил в общежитии на Гольяново, зарабатывал деньги случайными подработками: работал статистом на съёмках фильма, рабочим на фабрике пуговиц.
В ноябре был отчислен из-за частых прогулов, а также «за недисциплинированность и откол от масс» (участвовал в конкурсе, проводимом РАПП, на лучшее сочинение к юбилею Октябрьской революции, за три дня написал антисоветский очерк «Как расстреливали царскую семью (из рассказа чекиста)»). Уехал в Омск.
28 августа 1927 года в «Комсомольской правде» опубликовано стихотворение «Прииртышские станицы».
В 1927 году на поэта оказал влияние Антон Сорокин, убеждённый сторонник «Свободной Сибири», оказавший влияние также на Сергея Маркова, Николая Анова, Евгения Забелина, Леонида Мартынова, Льва Черноморцева.
В 1927 году в журнале «Сибирские огни» впервые были опубликованы его стихотворения «Урманная страна», «Глазами рыбьими поверья…».
В декабре 1927 года он возвращается в Омск. Познакомился с Иваном Шуховым, Василием Квитко, Андреем Алданом.
1 января 1928 года в Омске в газете «Рабочий путь» опубликовано Вступление к поэме «Шаманья пляска». (Поэма не была написана).
19 января 1928 года в Новосибирске в газете «Молодая деревня» опубликовано стихотворение «Пароход».
В 1928 году в газете «Рабочий путь» опубликованы стихи «Песня об убитом», «Вступление к поэме «Шаманья пляска».
В январе 1928 года в журнале «Охотник и пушник Сибири» (№ 1) опубликовано стихотворение «На волю».
В январе 1928 года в журнале «Сибирские огни» (№ 1) опубликовано стихотворение «Сибирь».
В марте 1928 года в журнале «Сибирские огни» (№ 3) опубликовано стихотворение «Азиат».
20 мая 1928 года в Омске в газете «Рабочий путь» опубликовано стихотворение «Водник».
В 1928 году жил у родителей в Омске, выступал с чтением стихов на литературных вечерах.
В июне 1928 года в журнале «Сибирские огни» (№ 6) опубликовано стихотворение «Пушкин».
В июне 1928 года познакомился с Галиной Николаевной Анучиной (1911—1968), студенткой 1 курса Омского художественно-промышленного техникума. Летом 1930 года Павел Васильев и Галина Анучина вступили в гражданский брак. В декабре 1932 года Васильев расстался с ней.
10 апреля 1933 года в Омске у Галины Анучиной родилась его дочь Наталья. В том же году он женился на Елене Александровне Вяловой (1909—1990), сестра которой, Лидия Александровна, была замужем за И. М. Гронским.

### Командировка от газеты «Советская Сибирь», очерки, публикация стихотворений, написанных в командировке
В августе 1928 года по направлению газеты «Советская Сибирь», Васильев и Н. Титов отправились в путешествие по Сибири и Дальнему Востоку для написания очерков о социалистическом строительстве в регионе. По пути во Владивосток заезжал в Читу, Иркутск, Сретенск, Благовещенск, Верхнеудинск, Самарканд, Ташкент, Хабаровск, предлагая в газеты этих городов свои очерки и стихи для публикации. В октябре заболел цингой. С ноября работали культмассовиками, охотниками, матросами, добывали золото на Нижне-Селемджинских золотых приисках, приисках Витима, на реку Нору в отрогах Яблонова хребта, Павел также работал экспедитором на Зейских золотых приисках, каюром в тундре, культработником на Сучанских каменноугольных копях; публиковались под псевдонимами «Павел Китаев» и «Николай Ханов». После возвращения в Хабаровск, поселились в гостинице, писали в прозе и стихах о своих приключениях, работали инсценировщиками в театре. Разбогатев, устраивали пьянки со случайными знакомыми, в целом вели богемный образ жизни. В 1929 году в Хабаровске в журнале «Тихоокеанская звезда» опубликована заметка Г. Акимова «Куда ведёт богема (факты и документы)», в которой были сурово раскритикованы оба поэта. Эта заметка была перепечатана в Новосибирске в журнале «Настоящее» (№10). После публикации этой заметки, Титов уехал в Новосибирск, а Васильев уехал во Владивосток, где публиковал очерки в газете «Красное знамя».
В 1928 году стихотворение «Глазами рыбьими поверья…», написанное на золотых приисках, было опубликовано в журнале «Сибирские огни».
В сентябре 1928 года в журнале «Красная сибирячка» (№ 9) опубликовано стихотворение «Осень».
16 сентября 1928 года в газете «Забайкальский рабочий», опубликовано стихотворение «На Севере».
В 1928 году начал писать поэму «Песня о гибели казачьего войска», повествующую о поражении де-факто атамана белоказачьей армии Б. В. Анненкова.
23 февраля 1929 года в Хабаровске в газете «Тихоокеанская звезда» опубликован отрывок из повести о дальневосточных партизанах — «Две пощёчины».
Весной 1929 года переехал во Владивосток, работал рулевым на шхуне «Фатум», совершающей рейсы бухта Тафуин — Хакодате (Япония), в окружной газете «Красное знамя» были опубликованы очерки «По бухтам побережья» (17 августа), «В гостях у шаландера» (18 августа).  В октябре в Новосибирске в журнале «Товарищ» (№ 10) опубликован первый рассказ из цикла «Рассказов о Тубо» — «Тубо-охотник», а в ноябре в № 11 опубликован второй рассказ этого цикла — «Лисица».

### Первые поэмы, документальные и не документальные очерки
В ноябре 1929 года приехал в Москву. Работал в газете «Голос рыбака», в качестве специального корреспондента ездил на Каспий и Арал. В Актюбинской области записывал песни казахов-акынов. Писал поэмы «Песни киргиз-казаков» и «Песня о гибели казачьего войска». Готовил к публикации книгу стихотворений «Путь на Семиге». Жил в Кунцево, бывал в студенческом общежитии за Покровским мостом на Яузе, где почти ежедневно проводились поэтические вечера.
В январе 1930 года в журнале «30 дней» (№ 1) опубликован очерк «День в Хакодате». По мнению, П. Косенко, события вымышлены и «такой „путевой очерк“, как „День в Хакодате“, Павел Васильев, разумеется, с успехом мог бы сочинить, не покидая Владивостока».
В январе 1930 года в Ленинграде в журнале «Журнал для всех» (№ 1) опубликован отрывок из очерка «За золотом» — «В золотой разведке».
2 февраля в газете «Известия», опубликовано стихотворение «Товарищ Джурбай».
В феврале 1930 года в журнале «Пролетарский авангард» (№ 2) опубликовано стихотворение «Конь» («Топтал павлодарские травы недаром…»).
В феврале 1930 года в Москве в журнале «Новый мир» (№ 2) опубликовано стихотворение «Ярмарка в Куяндах».
В апреле 1930 года в журнале «Пролетарский авангард» (№ 4) опубликовано стихотворение «Рассказ о Сибири».
В мае 1930 года в журнале «Красная новь» (№ 5) опубликовано стихотворение «Киргизия».
В мае 1930 года в журнале «30 дней» (№ 5) опубликовано стихотворение «Турксиб».
В июне 1930 года в журнале «Новый мир» (№ 6) опубликовано стихотворение «Сестра». 1 октября оно опубликовано в альманахе «Земля и фабрика» (№ 10), под заглавием «Рассвет на Поречье», без строк 25,26, 37–40, 47–52, 59,60.
В июне 1930 года в журнале «Сибирские огни» (№ 6) опубликовано стихотворение «Путь в страну».
В июле 1930 года в Новосибирске в журнале «Охотник и рыбак Сибири» (№ 7) опубликовано стихотворение «Сибирь!..».
В 1930—1932 годах его стихи публиковались в «Женском журнале», «Прожекторе» и других периодических изданиях.
6 и 10 декабря 1930 года в газете «Голос рыбака» опубликовано стихотворение «Арал».
26 декабря 1930 года в газете «Голос рыбака» опубликован очерк «В далекой бухте». Всё, связанное с Н. Титовым в данном очерке полностью вымышлено Васильевым.
В 1931 году в Москве и Ленинграде в журнале «Физкультура и туризм» опубликован очерк «Люди в тайге».
В январе 1931 года в журнале «Огонёк» (№ 1) опубликовано стихотворение «Путь на Семиге».
22 января 1931 года в газете «Голос рыбака» опубликовано стихотворение «Песня о Ленине», написанное ещё в 1925 году.
В июне 1931 года в журнале «Пролетарский авангард» (№ 6) опубликована 12 глава из поэмы «Песня о гибели казачьего войска», под заглавием «Гармонь».
10 июля 1931 года в журнале «Красная нива» (№ 19) опубликовано стихотворение «Поднявшееся солнце». На автографе переложения помета: «Записано в ауле Джайтак Павлодарского округа со слов певца Амре Кишкинали, певшего её на байге 22 июня 1930 г.».
В сентябре 1931 года в журнале «Красная новь» (№ 9) опубликовано стихотворение «Семипалатинск», без 12 строфы.
В сентябре 1931 года в журнале «Новый мир» (№ 9) опубликовано стихотворение «К портрету Степана Радалова», без 9 строфы.
20 сентября 1931 года в журнале «Огонёк» (№ 26) опубликовано стихотворение «Провинция-периферия».
В ноябре-декабре 1931 года в журнале «Земля советская» (№ 11–12) опубликовано стихотворение «Павлодар».
В декабре 1931 года в журнале «Красная новь» (№ 12) опубликовано стихотворение «Город Серафима Дагаева».
В декабре 1931 года в альманахе «Земля и фабрика» (№ 12) опубликовано стихотворение «Верблюд».

### Арест, творческий вечер, публикации и писательский съезд в Сталинабаде
В 1932 году встретил в ресторане «София» своего однофамильца, поэта Сергея Васильева и из-за убеждения, что тот «порочит фамилию», опрокинул ему на голову яичницу из 9 желтков. После чего обоих забрали в милицию.

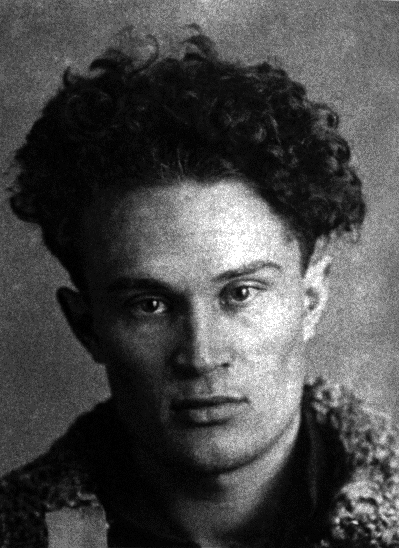
Павел Васильев. Фото из следственного дела. 1932 год

4 марта 1932 года был арестован по обвинению в принадлежности к контрреволюционной группировке литераторов по делу «Сибирской бригады». Был приговорён к высылке в Северный край на три года, однако 28 мая был условно освобождён. После освобождения публиковался под псевдонимом «Мухан Башметов».
Летом 1932 года познакомился с Николаем Клюевым и Сергеем Клычковым. Поселился на квартире главного редактора газеты «Известия» и журнала «Новый мир» И. М. Гронского. Писал поэмы «Лето» и «Август».
В июле 1932 года в журнале «Огонек» (№ 7) опубликовано стихотворение «Строится новый город».
В августе 1932 года в журнале «Красная новь» (№ 8) опубликовано стихотворение «Воспоминания путейца». Стихотворение «Воспоминание путейца» — о пионерах первых пятилеток, тех, кто прокладывал первые дороги в глухой пустыне.
В августе 1932 года в журнале «Пролетарский авангард» (№ 8) «Евгения Стэнман», под заглавием «Строителю Евгении Стэнман». Евгения Адольфовна Стэнман (в замуж. Киссен, 1909—не ранее 1986), школьная подруга поэта.
В 1932 году в Москве опубликованы стихотворения «Находка на Бухтарме» и «Пыль» из сборника «Песни киргиз-казаков».
В 1932 году в Москве опубликован сборник «Писатели великому Октябрю. Сб. первый», в котором есть стихотворение Павла Васильева «Повествование о реке Кульдже».
В октябре 1932 года в журнале «Новый мир» (№ 10) опубликовано стихотворение «Рассказ о деде». В сборнике «Путь на Семиге» под заглавием «Сказ о деде». Журнальный оттиск с авторской пометой: «Написано в 1929 г. о родном деде К. И. Васильеве» (ГЛМ).
29 октября 1932 года в газете «Литературная газета» опубликована поэма «Август». Эпиграф — перефразированные строки из стихотворения Н. М. Языкова «Кубок» (1831): «Кубок взял, душе угодны этот образ, этот цвет».
В ноябре 1932 года в журнале «Земля советская» (№ 11) «Лето», без строк 116–119. Относится к неосуществленному полностью замыслу поэмы «Времена года» из двенадцати глав с названиями по месяцам. Первоначальное название — «Июнь» с посвящением С. А. Клычкову.
29 ноября 1932 года в газете «Литературная газета» опубликовано стихотворение «Мню я быть мастером, затосковав о трудной работе…», под заглавием «Быть мастером». По классическому гекзаметру Павла консультировал и правил текст поэт С. М. Городецкий.
В ноябре 1932 года на стадии верстки останавливается производство сборника «Путь на Семиге» и вырезается из тиража (№ 11) «Нового мира» поэма «Песня о гибели казачьего войска». Познакомился с Ярославом Смеляковым и Борисом Корниловым. Писал поэму «Соляной бунт».
В декабре 1932 года в журнале «Земля советская» (№ 12), под заглавием «Запев концевой (отрывок из поэмы „Песня о гибели казацкого войска“)» опубликована 17 глава из поэмы «Песня о гибели казачьего войска».
3 апреля 1933 года в редакции журнала «Новый мир» состоялся творческий вечер поэта. 
Были написаны поэмы «Одна ночь» и «Синицын и Кº».
В марте 1933 года в издательстве «Федерация» опубликована поэма «Песня о гибели казачьего войска», ограниченным тиражом 500 экземпляров.
11 мая 1933 года в газете «Литературная газета» опубликован отрывок из 4-й главы поэмы «Соляной бунт», под названием «Попы». Полностью — «Новый мир» (№ 5), (№ 9) и (№ 11). На первой странице журнального оттиска (№ 5) — пометы автора: «Первопечатное; Первая — лучшая часть „Сол. бунта“. Пав. Васильев; „Свадьбу“ публично читал раз 200-и. Пав. Васильев. 1934 г.», а на последней странице того же оттиска — ещё одна помета: «Отдельным изданием выпущено 3000 экз. и дополнительно 2000. Пав. Васильев. 1934 г.» (ГЛМ).
В 1933 году готовил к изданию книги стихотворений — «Ясак», «Песни», «Книга стихов» (не были опубликованы).
12 июня 1933 года в газете «Вечерняя Москва» опубликовано стихотворение «Песнь о хладнокровьи».
В июле 1933 года в журнале «Красная новь» (№ 7) опубликовано стихотворение «Песня» («В черном небе волчья проседь…»).
В октябре 1933 года в журнале «Красная новь» (№ 10) опубликована поэма «Одна ночь», без 6-й главы.
В декабре 1933 года в журнале «Крокодил» (№34), под заголовком «Сказ о том, как чёрт в колхоз попал» печатались 14 и 15 главы поэмы «Песня о гибели казачьего войска».
В декабре 1933 года в журнале «Молодая гвардия» (№ 12) опубликовано стихотворение «Пирушка».
17 декабря 1933 года в газете «Литературная газета» было опубликовано начало 3-й главы поэмы «Кулаки», под заглавием «Кулацкий бог».
В январе 1934 года в журнале «Новый мир» (№ 1) опубликовано стихотворение «Анастасия». Эпиграф — автоцитата из стихотворения «Песня». На журнальной вырезке этого стихотворения (ГЛМ) — помета автора: «Анастасия: Девушка эта на самом деле существует. Адрес: Павлодар, ул. Чернышевского, д. № 8, А. И. Яркова. Пав. Вас<ильев>».
В январе 1934 года в журнале «Крокодил» (№2) опубликовано стихотворение «Терновая округа».
В марте 1934 года в журнале «Красная новь» (№ 3) опубликовано стихотворение «Автобиографические главы», с редакционной купюрой в главе 3 (строки 13–25).
18-22 апреля 1934 года в составе писательской бригады приехал в Сталинабад. 23 апреля, будучи пьяным, вступил в конфликт с таджикскими писателями С. Айни и А. Лахути. Познакомился с Алексеем Крученых, Ниной Голицыной, Натальей Кончаловской, Иваном Приблудным.
В мае 1934 года поэма «Соляной бунт» опубликована отдельным изданием в Гослитиздате.
В мае 1934 года в журнале «Сибирские огни» (№ 5) опубликованы стихотворения «Дорога» и «Горожанка», без строк 16—24. Полный вариант опубликован в декабре в журнале «Новый мир» (№ 12).
2 июня 1934 года в «Литературной газете» опубликован перевод с таджикского языка, отрывка из поэмы поэта и драматурга Гани Абдуллаева (1912—1984) — «Пролог к поэме "Вахш"».
5 июня 1934 года в газете «Вечерняя Москва» опубликовано стихотворение «Ледовый корабль», посвящённое лейтенанту Шмидту.
В июне 1934 года в журнале «Красная новь» (№ 6) опубликовано стихотворение «Стихи в честь Натальи».
24 июля 1934 года в газете «Известия» опубликована поэма «Лето», без строк 1–4, 21—24, 25—31, 45—82, 88—100, 112—119, 124—127, 132—140.
1 августа 1934 года в газете «Известия» опубликовано стихотворение «Песнь против войны».
В августе 1934 года в журнале «Новый мир» (№ 8) опубликована поэма «Синицын и К°».
12 августа 1934 года в газете «Известия» опубликовано стихотворение «Иртыш».
Летом 1934 года отдельной книгой опубликована поэма «Соляной бунт», опубликована поэма «Синицын и К°». Писал поэму «Кулаки».
В конце 1934 года принят в Союз писателей с рекомендацией М. Горького.
18 октября 1934 года а газете «Известия» опубликована поэма «Август», под заглавием «Изобилье», без строк 15—28, 52—65, 77—83.
В октябре 1934 года в журнале «Новый мир» (№ 10) опубликовано стихотворение «Расставанье», вместо имени поэта указан псевдоним — Мухан Башметов.
В декабре 1934 года в журнале «Красная новь» (№ 12) опубликовано стихотворение «Я, Мухан Башметов, выпиваю чашку кумыса…» как перевод с казахского без указания имени переводчика.
В декабре 1934 года в журнале «Новый мир» (№ 12) опубликованы стихотворения «Клятва на чаше», «В защиту пастуха-поэта» и «Другу-поэту».
18 декабря 1934 года в газете «Известия» опубликована глава 31 из поэмы «Кулаки», под заглавием «Перед метелью».
24 декабря 1934 года в газете «Красная звезда» опубликована «Патриотическая поэма».

### Исключение изСоюза писателей, драки, второй арест
10 января 1935 года исключён из Союза писателей, из-за конфликта с А. М. Эфросом в писательском кафе «Дома Герцена» (схватил его за нос и вывел из кафе), в июле арестован и осуждён за «злостное хулиганство» (за драку с редактором газеты «Комсомольская правда» Д. Алтаузеном); 15 июля приговорён районным судом к полутора годам лишения свободы «за бесчисленные хулиганства и дебоши» (драка с Алтаузеном, драка с Сергеем Васильевым, конфликт с Эфросом, пощёчина Наталье Кончаловской, даже ситуация, в которой он, будучи пьяным, разорвал женщине платье и так далее и тому подобное). 18 августа отправлен в исправительно-трудовую колонию на станции Большая Электросталь, не ранее 23 сентября [уточнить] переведён в Таганскую тюрьму, в ноябре этапирован в Рязань. В январе — феврале 1936 года писал поэмы «Женихи» и «Принц Фома». Закончил поэму «Христолюбовские ситцы». Освобождён в марте 1936 года.
В июне 1936 года в журнале «Новый мир» (№ 6) опубликован отрывок из неосуществлённой поэмы «Красная армия», под заглавием «Патриотическая поэма».
В июле и августе 1936 года в журнале «Новый мир» (№ 8) опубликованы поэмы «Кулаки» и «Принц Фома».
В августе 1936 года в журнале «Новый мир» (№ 8), с редакционными купюрами был опубликована глава 3, строки 69–72 и 87–89 из поэмы «Кулаки».
В августе 1936 года путешествовал по стране — от Салехарда (с 1 по 16—17 августа), Нового порта до Бухары, Ташкента и Самарканда. Посетил Читу Иркутск, Кзыл-Орду.
В сентябре 1936 года в журнале «Новый мир» (№ 9) опубликован перевод (с татарского языка) цикла стихотворений поэта Ахмеда Ерикеева (1902–1967) — «Лирические стихи».
В октябре 1936 года в журнале «Новый мир» (№ 10) опубликованы стихотворения «Живи, Испания!» и др.
6 февраля 1937 года арестован. 15 июля приговорён Военной коллегией Верховного суда СССР к расстрелу по обвинению в принадлежности к «террористической группе», якобы готовившей покушение на Сталина. Расстрелян в Лефортовской тюрьме 16 июля 1937 года вместе с В. Т. Кирилловым, И. И. Макаровым и М. Я. Карповым. Был захоронен в общей могиле № 1 «невостребованных прахов» Донского кладбища в Москве. После его ареста 7 февраля 1937 года была арестована его жена. Из лагеря освобождена в 1943 году, но находилась в ссылке, и в Москву смогла уехать только в 1956 году.

### Реабилитация и кенотаф
20 июня 1956 года посмертно реабилитирован ВКВС СССР.
15 февраля 1957 года посмертно восстановлен в Союзе писателей.
В 1957 году в Гослитиздате в Москве вышел сборник произведений Павла Васильева — «Избранные стихотворения и поэмы».
В 1990 году на Кунцевском кладбище Павлу Васильеву установлен кенотаф рядом с могилой его жены Е. А. Вяловой-Васильевой.

## Творчество, критика и оценки
В стихах Васильева сочетаются казахская культура, фольклорные мотивы старой России с открытым, лишённым штампов языком революции и СССР.<…>Сказочные элементы сочетаются в ней {поэзии} с историческими картинами из жизни казачества и с революционной современностью.— Вольфганг Казак
На Первом съезде советских писателей 1 сентября 1934 года А. Безыменский разъяснял делегатам: 

Стихи П. Васильева в большинстве своем поднимают и красочно живописуют образы кулаков, что особенно выделяется при явном худосочии образов людей из нашего лагеря. Неубедительная ругань по адресу кулака больше напоминает попрек. А сами образы симпатичны из-за дикой силы, которой автор их наделяет.

П. П. Косенко о Васильеве:

В […] поэме «Соляной бунт» он с такой потрясающей силой передал трагедию казахской бедноты, словно сам перестрадал с ней все её муки. Эта линия его творчества — замечательное проявление интернационализма великой русской литературы, её проникновенной отзывчивости к бедам других народов, её братства со всеми угнетенными и борющимися.— П. П. Косенко, «Свеча Дон-Кихота»
Поэма «Кулаки», которую считали «одним из самых значительных» произведений поэта, посвящена классовой борьбе в деревне в период коллективизации.
В поэме «Христолюбовские ситцы» (1935—1936) Павел Васильев изобразил индустриализацию и показал в образе Игнатия Христолюбова мучительный, но неизбежный процесс формирования героического человека будущего — художника и творца, сочетающего в себе идеалы Христа с практическими делами Ленина, — гения, способного преодолеть пороки этого мира.
Дмитрий Ковалёв о Васильеве:

О домнах Урала, о коллективизации, об Испании, всей мерой своей любви к трудовому народу и ненависти, ненависти к пережиткам, к мировым спрутам, он пел и пел, задыхаясь от переполнявших его чувств. И мог он быть не только живописным, умеющим особенно речисто вести разговор, это главный исток его языка — живая разговорная речь людей труда,— но и быть проникновенно-лиричным, припевочным, распевным. Даже о любви, как о начале начал жизни, он писал меж тем как-то далеко не лично…— Дм. Ковалёв
А. М. Горький о Васильеве в статье «Литературные забавы» (1934):
Но известно, что со Смеляковым, Долматовским и некоторыми другими молодыми поэтами Васильев дружен, и мне понятно, почему от Смелякова редко не пахнет водкой и в тоне Смелякова начинают доминировать нотки анархо-индивидуалистической самовлюбленности, и поведение Смелякова все менее и менее становится комсомольским.<…> в то время, как одни порицают хулигана, — другие восхищаются его даровитостью, «широтой натуры», его «кондовой мужицкой силищей» и т. д. <…> Развинченные жесты, поступки и мысли двадцатилетнего неврастеника, тон наигранный, театральный.
Литературный критик Дмитрий Святополк-Мирский в 1935 году о П. Васильеве:

«Героем» первой половины прошлого года в поэзии был Павел Васильев. «Знаменитость» этого поэта — печальный эпизод в истории нашей литературной жизни <…> (его знаменитость не выходила за пределы московских литературных кругов). <…> представление о Васильеве как о каком-то тусклом, но мощном богатыре поэзии, которого стоит труда завоевать для пролетариата, само по себе не верно. Несомненно, что Васильев способный стихотворец, с лёгкостью пишущий стихи по любому заказу, но столь же несомненно, что это не поэт с самостоятельным поэтическим лицом. Увлечение Васильевым было обусловлено пережитками того же вкуса, который прежде удовлетворялся оперным «стиль-рюс» Ал. Толстого, Аверкиева и т. п.
Стиль этот модернизовался и так сказать, «демократизовался» — боярина заменил кулак. От этого он не стал лучше. Васильев способный эпигон, и притом не столько эпигон Клюева и Клычкова, сколько акмеистов, Бунина, Сельвинского. <…>
Васильева считали главным «нутряником» и любовались его «стихийной силой». На самом деле Васильев — поэт в высшей степени умышленный. <…>
Увлечение Павлом Васильевым свидетельствует не только и не столько о притуплении классовой бдительности, сколько о полном притуплении чувства настоящей поэзии и о катастрофической безвкусице.
— Дмитрий Святополк-Мирский, «Стихи 1934 года», 1935
По свидетельству писателя Александра Гладкова, однажды на литературном вечере Борис Пастернак должен был читать стихи после Павла Васильева, прочитавшего стихотворение «К Наталье», но Пастернак был им «так пленён, что, выйдя на эстраду, заявил аудитории, что считает неуместным и бестактным что-либо читать после этих „блестящих стихов“».
По свидетельству С. Б. Рудакова, О. Мандельштам высоко ценил П. Васильева: «В России пишут четверо: я, Пастернак, Ахматова и Васильев».

## Память
- СССР
  - В 1957 году в Павлодаре имя Павла Васильева присвоено литературному объединению.[26]
  - В январе 1966 года в Павлодаре именем Павла Васильева названа улица.[26]
  - В 1986 года в Усть-Каменогорске одной из улиц было присвоено имя П. Н. Васильева.
  - В 1987 году в Павлодаре библиотеке было присвоено имя П. Н. Васильева.[27]
  - В 1987 году в Зайсане одной из улиц было присвоено имя П. Н. Васильева.
  - В 1991 году в Павлодаре открыт дом-музей поэта.
- Россия
  - С 1992 по 2003 годы имя «Павел Васильев» носил портовой буксир проекта 1439, тип Молния, принадлежавший Дальневосточному морскому пароходству.
  - В 1995 году во Владивостоке на старом здании Дальневосточного университета, где учился П. Васильев, установлена памятная доска.[28]
  - В 1999 году в Омске на улице Ленина, 21 Павлу Васильеву была установлена мемориальная доска. В 2015 году во время реконструкции здания доска была серьёзно повреждена и утеряна.
  - В 2003 году в Омске на бульваре Мартынова установили памятный знак-камень поэту. Одна из муниципальных библиотек Омска носит его имя[29]
  - В мае 2006 года библиотеке-филиалу № 34 было присвоено имя поэта Павла Васильева[30].
  - В апреле 2007 года в библиотеке-филиале № 9 (г. Рязань, ул. 7-я линия, д. 5) МБУК «ЦБС г. Рязани» был открыт Зал П. Н. Васильева, на базе которого работает Рязанское Васильевское общество. В декабре 2008 года данной библиотеке решением Рязанской Городской Думы было присвоено имя П. Н. Васильева[31].
  - 5 марта 2011 года в Москве на доме № 26/8 по 4-й Тверской-Ямской ул. открыта мемориальная доска П. Васильеву[32].
  - 9 декабря 2011 года в Омске губернатор Леонид Полежаев подписал указ об учреждении литературной премии имени Павла Васильева. Приказ отменён на основании Указа губернатора Омской области от 29.09.2021 года.[33]
- Казахстан
  - В 1993 году в Павлодаре в СОШ № 9 основан школьный музей им. Павла Васильева.[34]
  - 23 декабря 1994 года в Павлодаре открыт дом-музей Павла Васильева.
  - 5 июля 1997 года в Петропавловске одной из улиц присвоено имя Павла Васильева, на ней находятся школа № 1 и монумент независимости (улица проходит почти через весь город и делится на части городским парком и рынком Алтын базар). Здание школы, где учился Васильев, сохранилось, в нём располагается колледж.
  - С 2 ноября по 14 декабря 2009 года в  Павлодаре в школе «Стикс» прошел ряд мероприятий в рамках городского празднования, посвященного 100-летнему юбилею Павла Васильева.
  - В октябре 2011 года в Павлодаре открыт памятник Павлу Васильеву. Памятник установлен в старой части города, недалеко от улицы, носящей имя поэта. Автор — художник и скульптор Кажибек Баймулдин
- Посвящения
  - Поперечный А. Г. Павел Васильев, 1959
  - Николай Шатров Каракульча. Памяти поэта Павла Васильева, — 1970. — 26 декабря.
  - Вышеславский А. Павлу Васильеву / А. Вышеславский // Литературная Россия. — 1971. — 12 февраля.
  - Кирсанов С. И. Павлу Васильеву: Стихи // Огонёк. — 1972. — № 24.
  - Васильев В. Детство Павла Васильева: повесть. — Новосибирск, 1974.
  - Азаров В. На родине Павла Васильева: стихи // Звезда. — 1979. — № 2.

## Произведения

### Художественная и очерковая проза
- В гостях у шаландера (1929)
- Две пощёчины (1929) (отрывки из повести «Партизанские реки»)
- Тубо-охотник (Из рассказов о Тубо) (1929)
- Лисица (Из рассказов о Тубо) (1929)
- По бухтам побережья (1929)
- День в Хакодате (1930)
- В золотой разведке (1930) (отрывок из очерка «За золотом»)
- Арал (1930)
- В далёкой бухте (1930)
- Люди в тайге (1931)

### Поэмы
- Самокладки казахов Семиге (1927)[35]
- Песня о гибели казачьего войска (1928—1929)
- Лето (1932)
- Август (1932)
- Соляной бунт (1932—1933)
- Одна ночь (1933)
- Свадьба (1933)
- Анастасия (1933)
- Синицын и К° (1933—1934), (первая поэма из трилогии «Большой город»)
- Дорога (1933), (отрывок из поэмы «Большой город»)
- Кулаки (1933—1934)
- Автобиографические главы (1934, не окончена)
- Женихи (1935)
- Принц Фома (1935—1936)
- Христолюбовские ситцы (1935—1936)
- Патриотическая поэма (1936, не окончена)

### Переводы
- Пролог к поэме «Вахш» (1934). Перевод с таджикского языка. Автор — Гани Абдуллаев.
- Обвал (1935). Перевод с грузинского языка. Автор — Георгий Леонидзе.
- Родительница степь, прими мою… (6 апреля 1935 года). Перевод с казахского языка. Автор — Ильяс Джансугуров.
- Лирические стихи (1936). Перевод с татарского языка. Автор — Ахмед Ерикеев.

### Стихотворения
- Алтай (1921)
- Летний вечер («Летний вечер… Кругом тишина…») (26 июня 1921, Больше-Нарымск)
- Экспромт («Всё фальшь, всё фальшь…») (4 сентября 1925, Павлодар)
- Песня о Ленине (1925)
- Мариэм (18 мая 1926, Павлодар)
- Распрощалися с зимнею стуженькой… (1926)
- Как этот год, ещё пройдут года… (1926)
- Незаметным подкрался вечер (1926)
- Бухта (1926)
- Рюрику Ивневу (18 декабря 1926, Владивосток ― Хабаровск)
- «Сопка за сопкой мимо, назад…» (1926)
- Урманная страна (1927)
- Прииртышские станицы (1927)
- Там, где течёт Иртыш (1927)
- Рыбаки («Рыбаки ― известные буяны…») (1927)
- Всё так же мирен листьев тихий шум… (1927)
- Письмо (1927)
- Алой искрой брызгал закат… (1927)
- Песня об убитом (1927)
- Вы просите стихов? Вчера цыганка пела… (1927)
- На волю (1927)
- Вступление к поэме «Шаманья пляска» (1927)
- На берегах Янцзы (апрель 1927)
- Палисад (15 июня 1927)
- Голуби (1927)
- Октябрь (1927)
- По Иртышу (1927)
- Нам не нужна война (1927)
- На севере (1928)
- Пароход (1928)
- Водник (1928)
- Сибирь (1928)
- Пушкин («Предупреждение? Судьба? Ошибка? ― Вздор…») (1928)
- Азиат (1928)
- Глазами рыбьими поверья… (1928)
- Дорогому Николая Ивановичу Анову (1928)
- Осень (1928)
- Охотничья песня (1929)
- Сонет (1929)
- Затерян след в степи солончаковой (1929)
- Рассказ о деде (1929)
- Мясники (1929)
- Я опьянен неведомым азартом… (1929)
- Бахча под Семипалатинском (1929)
- Лихорадка (1929—1931)
- Баллада о Джоне (1930)
- Рассказ о Сибири (1930)
- Киргизия (1930)
- Сибирь!… (1930)
- Ярмарка в Куяндах (1930)
- Джут (1930)
- Октябрьский ветер (1930)
- Путь в страну (1930)
- Турксиб (1930)
- Сестра («В луговинах по всей стран…») (1930)
- Глафира (1930)
- К музе (1930)
- Так мы идем с тобой и балагурим… (Гале Анучиной) (1930)
- Листвой тополиной и пухом лебяжьим… (1930)
- Сибирь, настанет ли такое… (1930)
- На Север (1930)
- Товарищ Джурбай (1930)
- Рыбацкая Иксия (ИЗ ЦИКЛА «ПЕСНИ ДАЛЬНЕВОСТОЧНЫХ РЫБАКОВ») (1930)
- И имя твоё, словно старая песня (1931)
- Провинция—периферия (1931)
- Обида (1931)
- Путь на Семиге (1931)
- Сдача сабли в 1920 году (1931)
- Семипалатинск (1931)
- Не говори, что верблюд некрасив… (1931)
- Лучше иметь полный колодец воды… (1931)
- В том и заключается мудрость… (1931)
- К портрету Р. (1931)
- Охота с беркутами (1931)
- Рассвет («Омск в голубом морозе, как во сне…») (1931)
- Всадники (1931)
- Василий Полюдов (1931)
- Песня о Серке (1931)
- Павлодар (1931)
- Верблюд (Виктору Уфимцеву) (1931)
- Переселенцы (1931)
- Рассвет (1931)
- Путинная весна (1931)
- Песня («Марии Рогатиной – совхозниц…») (1931)
- Переселенцы (1931)
- Рыдают Галилеи в нарсудах… (1931)
- Любовь на Кунцевской даче (1931)
- Город Серафима Дагаева (1931)
- Семипалатинск (1931)
- К портрету Степана Радалова (1931)
- Гренландский кит, владыка океана… (1931)
- По снегу сквозь темень пробежали… (1932)
- Сквозь изгородь и сад пчелиный… (1932)
- Воспоминания путейца (1932)
- Повествование о реке Кульдже (1932)
- «Песни Киргиз-казаков»: 1. Рыжая голова, 2. УЛЬКУН-ВОШЬ (Веселая застольная песня), 3. Поднявшееся солнце (1932)
- Прогулка («Зашатались деревья. Им сытая осень дал…») (1932)
- Строится новый город (1932)
- Далеко лебяжий город твой… (1932)
- Песня (В чёрном небе волчья проседь) (1932)
- Конь (1932)
- Сердце (1932)
- Я тебя, моя забава… (1932)
- Стихи Мухана Башметова (Гадание; Расставание; Я, Мухан Башметов, выпиваю чашку кумыса) (1932)
- Мню я быть мастером, затосковав о трудной работе (1932)
- Посещение Новодевичьего монастыря (1932)
- Ничего, родная, не грусти (1932)
- Я боюсь, чтобы ты мне чужою не стала (1932)
- Не добраться к тебе (1932)
- Тогда по травам крался холодок… (1932)
- Сначала пробежал осинник… (1932)
- Вся ситцевая, летняя приснись… (1932)
- К портрету (Рыжий волос, весь перевитой) (1932)
- Скоро будет сын из сыновей (1932)
- Егорушке Клычкову (1932)
- Строителю Евгении Стэнман (1932)
- Сердце (1932)
- Гаданье (1932)
- Какой ты стала позабытой, строгой (1932)
- Я сегодня спокоен (1932)
- У тебя ль глазищи сини (1932)
- Когда-нибудь сощуришь глаз (1932)
- Не знаю, близко ль, далеко ль, не знаю (1932)
- Дорогая, я к тебе приходил… (1932)
- Любимой (Елене) (1932)
- Самокладки казахов Семиге (1932)
- Дорога (Отрывок из 1-й главы поэмы «Большой город») (1933)
- Старая Москва (1933)
- Тройка («Вновь на снегах, от бурь покатых…») (1933)
- Лагерь (1933)
- В степях немятый снег дымится… (1933)
- Каменотёс (1933)
- Пирушка (1933)
- Расставанье с милой (1933)
- Песнь о хладнокровьи (1933)
- Раненая песня (1933)
- По снегу сквозь темень пробежали… (1933)
- Песня о том, что сталось с тремя сыновьями Евстигнея Ильича на Белморстрое (1934)
- Опять вдвоём (1934)
- Терновая округа (1934)
- Шутка («Негритянский танец твой хорош…») (1934)
- В защиту пастуха-поэта (1934)
- Кавбригада перед атакой (1934)
- Послание к Наталии (1934)
- (Июнь 1934)
- Песнь против войны (1934)
- Клятва на чаше (1934)
- Песенка для кино (1934)
- Песня юго-западных славян (май 1934, Москва)
- Обоз (1934)
- Стихи в честь Натальи (май 1934)
- Другу поэту (1934).
- Тройка (1934)
- Расставанье («Ты уходила, русская! Неверно…») (1934)
- Иртыш (1934)
- Горожанка (1934)
- Пролог (1934)
- Как тень купальщицы — длина твоя… (1934)
- Не матери родят нас — дом родит… (1934)
- Город Ольга (эскиз) (1935)
- Посвящение Н. Г. (1935)
- Неужель правители не знают… (1935)
- Я полон нежности к мужичьему сну (1935)
- Чтоб долго почтальоны не искали (1935)
- Прощание с друзьями (Август 1935, Рязань)
- Первомайский парад (ИЗ «ПАТРИОТИЧЕСКОЙ ПОЭМЫ») (1936)
- Акростих (1936)
- Демьяну Бедному (1936)
- Живи, Испания! (1936)
- Крестьяне (1936)
- Лирические стихи (1936)
- Елене (1937)
- Снегири взлетают красногруды… (1937)

## Издания
- В золотой разведке: [очерки] / П. Васильев. — М.—Л., 1930. — 47 с.
- Люди в тайге: [очерки] / П. Н. Васильев. — М.—Л., 1931. — 40 с.
- Путь на Семиге: Стихи.— М.—Л.: Гослитиздат, 1932. — 90 с. (Невышедший сборник стихов)
- Соляной бунт. Поэма. — Худож. Л. Эппле. — М.: ОГИЗ, Государственное издательство художественной литературы. — Тираж 3000 экз. Типография «Советский печатник» 1934. — 149, [3]. Пер.; [Посвящение на 5 стр.: Посвящаю Елене Усиевич] (единственная прижизненная поэтическая книга Павла Васильева)
- Избранные стихотворения и поэмы. — [Вступит. статья К. Л. Зелинского. Подготовка текста П. Л. Вячеславова и Е. А. Вяловой. Прим. П. Л. Вячеславова; Оформление И. Литвишко. Портрет работы худож. К. Радимова.] — М.: ГИХЛ, 1957. — 488 с. — 25 000 экз.
- Стихи и поэмы [Текст]: избранное / [сост.: Е. А. Вялова и С. А. Поделков]. — Алма-Ата: Казгослитиздат, 1964. — 174 с.
- Стихотворения и поэмы. Новосибирск: Зап. — Сиб. кн. изд-во, 1966. — 359 с.
- Стихотворения и поэмы. Библиотека поэта. Большая серия. Ленинградское отделение издательства «Советский писатель», 1968. — 632 с. — 25 000 экз.
- Сердце человеческое: Стихотворения и поэмы М.: Современник, 1974. — 302 с.
- Стихотворения. Библиотека советской поэзии. М., «Художественная литература», 1975. — 208 с., тираж 25 000 экз.
- Стихотворения и поэмы / Предисл., сост, подгот. текста С. А. Поделкова. — Уфа: Башкир, кн. изд-во, 1976. — 216 с.
- Избрани стихотворения [Текст] / Павел Василиев; Подбор. и прев. Дончо Лазаров. — София: Нар. култура, 1979. — 83 с., 1 л. портр.; 14 см. — (Съветски поети/ Под ред. на Христо Радевски).
- Лирика: [Для сред. и стар. возраста] / Павел Васильев; [Вступит. статья П. Выходцева]. — Ленинград: Дет. лит.: Ленингр. отд-ние, 1981. — 139 с.: ил.; 17 см. — (Поэтич. б-ка школьника).; ISBN В пер. (В пер.): 30 к
- Соляной бунт: Поэмы; [Худож. П. А. Кравцов]. — Переизд. — Омск: Кн. изд-во, 1982. — 175 с.: ил.; 17 см.; ISBN В пер.: 85 к
- Соляной бунт: Поэма; [Худож. С. Алимов]. — Москва: Современник, 1983. — 127 с.: цв. ил.; 16 см. — (Рос. поэма).
- Страницы Русской поэзии XVIII-XX вв. / авт. А. А. Прокофьев, П. Н. Васильев; исполн.: П. Шальнов, М. Ульянов, Л. Марков, читает. — Москва: Мелодия, [1983] (Апрелевка : Апрелевский з-д грп.). — 1 грп. [ГОСТ 5289-80]; 30 см (в конв.).
- Стихотворения и поэмы. — Алма-Ата: Жазушы, 1984.
- Избранное. — М.: «Худож. литература», 1988. — 414 с. — 50 000 экз.
- Верю в неслыханное счастье. Стихотворения. — М.: «Молодая гвардия», 1988. — 159 с. — 40 000 экз.
- Стихотворения и поэмы. — М.: «Советская Россия», 1989. — 288 с. — 50 000 экз.
- Весны возвращаются. — М.: «Правда», 1991. — 448 с. — 100 000 экз.
- Подымайся песня над судьбой!: Стихотворения и поэмы. — Состав. и предислов. Н. П. Васильевой.; худож. Н. Г. Ибрагимовой. — Рязань: Пресса, 2001. — 624 с. — 1000 экз.
- Павел Васильев. Материалы и исследования: Сб. ст / М-во образования Рос. Федерации, Ом. гос. ун-т; [Под ред. В. И. Хомякова]. - Омск: ОмГУ, 2002. - 119 с. ; 21 см..
- Сочинения. Письма. — М.: «Эллис Лак 2000», 2002. — 896 с. — 5000 экз.
- Стихотворения и поэмы. — [б. м ]: Издательство ДНК, 2007. — 368 с. — (Сер. «Новая библиотека поэта»).
- Ястребиное перо: Избранная лирика. — М.: Прогресс-Плеяда, 2009. — 79 с., портр.; ISBN 978-5-93006-084-3 (Русские поэты)
- Простите за всё… [Текст]: [16+]; [сост. и авт. предисл. Захар Прилепин]. — Москва: Молодая гвардия, 2015. — 140, [2] с.: портр.; 17 см. — (Библиотека Захара Прилепина. Поэты XX века).; ISBN 978-5-235-03841-7 (сер.)
- Маленькие истории больших стихотворений [Текст]: цикл книг о творчестве Павла Васильева / Наталья Васильева. — Москва: Академия поэзии, 2018. — 157, [2] с.: ил., портр.; 22 см. — (Поэтическая библиотека России).; ISBN 978-5-00095-680-9: 300 экз.
- Раненая песня: [Поэзия: 12+]. — М.: АСТ, 2019. — 287 с.: портр.; 2000 экз.; ISBN 978-5-17-111490-9 (Вечная поэзия)[36]